# Neottia tianschanica
Neottia tianschanica là một loài thực vật có hoa trong họ Lan. Loài này được (Grubov) Szlach. mô tả khoa học đầu tiên năm 1995.